# Angrogna (torrente)
L'Angrogna (Angreugna in piemontese, Angruenha in occitano) è un torrente del Piemonte, affluente in sinistra idrografica del Pellice. Il suo corso si sviluppa interamente nel territorio della provincia di Torino.

## Idronimo
Il nome del torrente e quello dell'omonimo centro abitato derivano forse o da grogno (bernoccolo), riferendosi in questo caso alle alture su cui sorgono le borgate che costituiscono il paese), oppure dal gallico agranio (termine che indica il prugnolo selvatico).

## Percorso
Il torrente si origina dal piccolo lago Sella Vecchia, poco ad est del monte Roux. L'Angrogna scende inizialmente in direzione nord-est e attorno ad una quota di 1100 m s.l.m. va a raccogliere in sinistra idrografica le acque del suo maggiore affluente, il torrente Infernet, il quale drena le pendici meridionali del Grand Truc. Giunto in prossimità della frazione Prà del Torno l'Angrogna ruota decisamente verso sud-est, direzione che in linea di massima manterrà fino alla confluenza nel Pelice. Il torrente, fiancheggiato dalla strada di fondovalle, segna per un buon tratto il confine tra il comune di Torre Pellice (a ovest) e di Angrogna (a est). Uscito nel solco principale della Val Pellice viene scavalcato prima dalla SP 161 e poi dalla ferrovia Pinerolo-Torre Pellice per sfociare infine nel Pellice a quota 499 m s.l.m., al confine tra i territori di Torre Pellice e di Luserna San Giovanni.

## Utilizzi
Parte dell'acqua del torrente è captata dalla bealera Peyrota, un canale detto anche Gora di San Giovanni. Tale derivazione era utilizzata, oltre che per scopi irrigui, anche per muovere i mulini situati in frazione San Giovanni (Luserna). Il canale è lungo circa 7 km e la sua costruzione fu terminata nel 1427; un documento del 1503 attesta che in quell'anno esso era gestito da un consorzio costituito da 40 partecipanti. La presa sul torrente è situata in località Ghiounira del comune di Angrogna. L'utilizzo del canale è oggi soltanto di tipo agricolo.

## Pesca
Tutto il corso del torrente è soggetto a diritti demaniali esclusivi di pesca.